# リッジレーザー
『リッジレーザー』(RIDGE LASER)は、ナムコのレーシングゲーム「リッジレーサー」シリーズの楽曲をリミックスしたゲームミュージックアルバム。

## 概要
「リッジレーサー」「リッジレーサー2」のヒットにより、ビクターエンタテインメントから走行シーンを収録したLDソフトが発売された。この時、BGMはゲームで使用されたものをリミックスしたものが使用された。これが好評だったため、BGMだけを切り出し、さらにリミックス4曲をオリジナルで書き下ろしたものが収録されている。

## 収録曲
1. 「Welcome RR2.5」（作曲・編曲：細江慎治）
リッジレーサー2のオープニングテーマ「Welcome RR」のリミックス。
2. 「Ridge Racer (Finemix)」（編曲：佐宗綾子）
「Ridge Racer」「MAXIMUM ZONE」「Drive U 2 dancing」のリミックス。
3. 「Ridge Racer (Slapmix)」（編曲：佐宗綾子）
「...DAT DAN DAY...A」「ROTTERDAM NATION (foo mix&94)」「RARE HERO」「Lords of TECHNO」「GRIP」のリミックス。
4. 「Ridge Racer (Speedmix)」（編曲：佐宗綾子）
「Over the Highway」「Rhythm shift」「Speedster Overheat」「Lords of TECHNO」「GRIP」のリミックス。
5. 「Ridge Racer (Laughmix)」（編曲：佐宗綾子）
「Feeling over remix」「RARE HERO 2」「GRIP」のリミックス。
6. 「Ridge Racer (In The Jazz Groove)」（作曲：細江慎治、編曲：佐野信義）
「Ridge Racer」のアレンジ。
7. 「Yzarc Ruoy (Rotterdom 94.5)」（作曲・編曲：細江慎治）
「ROTTERDAM NATION 94」のアレンジ。
8. 「Bouncing Tail (Road Of Techno)」（作曲・編曲：佐宗綾子）
「Lords of TECHNO」のアレンジ。
9. 「Had Gripped」（作曲・編曲：佐野信義）
「GRIP」のアレンジ。